# Parotia berlepschi
El ave del paraíso de Berlepsch (Parotia berlepschi) es una especie de ave paseriforme de la familia de las aves del paraíso (Paradisaeidae). Es la primera ave del paraíso descrita por los exploradores del siglo XIX.[cita requerida]
La especie le fue dedicada a Hans von Berlepsch, quien con su fortuna personal financió a numerosos expedicionarios que recolectaron aves por todo el mundo.[cita requerida]
El ave-del-paraíso de Berlepsch es un pájaro que se capturó en el siglo XIX, cuando los cazadores indígenas proporcionaron un espécimen pero no pudo identificarse el lugar donde fue capturado. En esos días las aves de paraíso se mataban por su llamativo plumaje, que por entonces era demandado por la industria de la moda para adornar los sombreros de las señoras.[cita requerida]

## Redescubrimiento reciente
En diciembre de 2005, esta ave, previamente sólo conocida a través de un solo espécimen taxidermizado de una piel de hembra de origen desconocido, se descubrió en las Montañas Foja, en Papúa por el ornitólogo vicepresidente de Conservación Internacional Bruce Beehler. Se tomaron las primeras fotografías de esta ave en el redescubrimiento de la especie.